# Ancylotrypa
Ancylotrypa is een geslacht van spinnen uit de familie Cyrtaucheniidae.

## Soorten
Het geslacht kent de volgende soorten:
- Ancylotrypa angulata Roewer, 1953
- Ancylotrypa atra Strand, 1906
- Ancylotrypa barbertoni (Hewitt, 1913)
- Ancylotrypa bicornuta Strand, 1906
- Ancylotrypa brevicornis (Hewitt, 1919)
- Ancylotrypa brevipalpis (Hewitt, 1916)
- Ancylotrypa brevipes (Karsch, 1879)
- Ancylotrypa breyeri (Hewitt, 1919)
- Ancylotrypa bulcocki (Hewitt, 1916)
- Ancylotrypa coloniae (Pocock, 1902)
- Ancylotrypa cornuta Purcell, 1904
- Ancylotrypa decorata (Lessert, 1938)
- Ancylotrypa dentata (Purcell, 1903)
- Ancylotrypa dreyeri (Hewitt, 1915)
- Ancylotrypa elongata Purcell, 1908
- Ancylotrypa fasciata Fage, 1936
- Ancylotrypa flaviceps (Pocock, 1898)
- Ancylotrypa flavidofusula (Hewitt, 1915)
- Ancylotrypa fodiens (Thorell, 1899)
- Ancylotrypa fossor Simon, 1889
- Ancylotrypa granulata (Hewitt, 1935)
- Ancylotrypa kankundana Roewer, 1953
- Ancylotrypa kateka (Roewer, 1953)
- Ancylotrypa lateralis (Purcell, 1902)
- Ancylotrypa magnisigillata (Hewitt, 1914)
- Ancylotrypa namaquensis (Purcell, 1908)
- Ancylotrypa nigriceps (Purcell, 1902)
- Ancylotrypa nuda (Hewitt, 1916)
- Ancylotrypa nudipes (Hewitt, 1923)
- Ancylotrypa oneili (Purcell, 1902)
- Ancylotrypa pallidipes (Purcell, 1904)
- Ancylotrypa parva (Hewitt, 1916)
- Ancylotrypa pretoriae (Hewitt, 1913)
- Ancylotrypa pusilla Purcell, 1903
- Ancylotrypa rufescens (Hewitt, 1916)
- Ancylotrypa schultzei (Purcell, 1908)
- Ancylotrypa sororum (Hewitt, 1916)
- Ancylotrypa spinosa Simon, 1889
- Ancylotrypa tookei (Hewitt, 1919)
- Ancylotrypa tuckeri Roewer, 1953
- Ancylotrypa vryheidensis (Hewitt, 1915)
- Ancylotrypa zebra (Simon, 1892)
- Ancylotrypa zeltneri (Simon, 1904)
- Ancylotrypa zuluensis (Lawrence, 1937)